# 180

## Починали
- 17 март – Марк Аврелий, римски император